# Mosaburō Miyazaki
Mosaburō Miyazaki (宮崎 茂三郎 Miyazaki Mosaburō?,  18 de noviembre de 1892 - 28 de junio de 1972) fue un kendoka japonés, conocido por ser un maestro de kendō y miembro del Dai Nippon Butokukai. También fue profesor en una escuela especializada en artes marciales. Tenía una estatura de 5 shaku y 9 sun, (170.7 cm)   y un cuerpo robusto con un peso de 25 kan (93.75 kg.). Utilizaba una shinai (espada de bambú) que pesaba más de 200 monme (unidad de peso japonesa equivalente a aproximadamente 3.75 kg). Su potente golpe lateral desde la posición superior izquierda era temido y conocido como "Dangan"

## Biografía
Nació en la ciudad de Tsu, en la prefectura de Mie. Desde su infancia se dedicó al entrenamiento de kendō y en 1909 se convirtió en discípulo interno de Naito Takaharu, miembro del Dai Nippon Butokukai. En 1912, se graduó de la Escuela de Entrenamiento del Dai Nippon Butokukai. Luego, asumió el cargo de profesor en una escuela especializada en artes marciales. En 1929, participó en la sección de competidores designados del Torneo Nacional de Artes Marciales en conmemoración del Gran Festival Imperial. Ganó contra Shiga Nori y Hiyama Yoshikatsu en la fase de grupos, pero fue eliminado en la fase de grupos por Hori Shohei.
En 1934, participó en la sección de competidores designados del Torneo Nacional de Artes Marciales en celebración del nacimiento del Príncipe Heredero. Derrotó a Sugatame Naoyuki, Kondo Chizen y Sugawara Tooru en la fase de grupos, pero fue eliminado en las semifinales por Shiratori Tomohiko. En 1939, ascendió al rango de kendō hanshi. En 1940, participó en un combate especial de exhibición en el Torneo Nacional de Artes Marciales en celebración de los 2600 años de la fundación del Imperio. Mostró una pelea de diferentes estilos contra Ito Seiji, experto en bayoneta.